# Руины Каса-Гранде

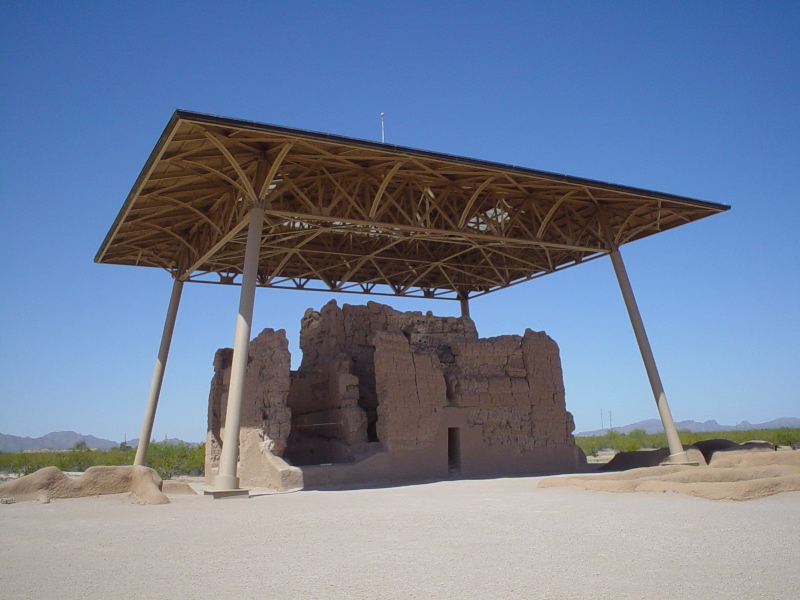
Руины Каса-Гранде с защитным куполом

Руины Каса-Гранде (англ. Casa Grande Ruins National Monument) — национальный монумент в штате Аризона, США. Ближайшие крупные населённые пункты Кулидж, Каса-Гранде. Представляет собой археологический памятник с сооружениями индейской культуры Хохокам, обитавшей в долине реки Хила в начале XIII века. Поселение из нескольких зданий было обнесено защитной стеной. Крупнейшее из сооружений было 4-этажным. Поселение было покинуто в середине XV века. Сооружение построено из каличе и поэтому смогло выдержать природное воздействие в течение 7 веков. На стенах сохранились граффити вандалов XIX века. В остальном, благодаря усилиям администрации памятника внешний вид руин практически не изменился с 1940-х годов.
Памятник включен в Национальный реестр исторических мест США 15 октября 1966 года.
В период 1937—1940 Гражданский корпус охраны окружающей среды построил несколько глинобитных зданий, в которых разместилась администрация Национального памятника. Эти здания, сооружённые по традиционной строительной методике пуэбло, используются до настоящего времени и внесены в Национальный реестр исторических мест.
В 1932 году над руинами сооружена крыша для их защиты от непогоды. В начале XXI века под крышей поселилась пара больших рогатых сов.